# Списък на държавите с движение на автомобилите в лявата лента
Броят на държавите с движение на превозните средства в лявата лента е 59, а общо със зависимите територии – 76. Голяма част от тях са принадлежали към Британската империя или са членове на Общността на нациите или са задгранични териотории на Обединеното кралство и Австралия и посоката на движение е повлияна от Англия. При други лявото движение е по практически съображения – например съседството с държави с ляво движение и по-евтините за внос автомобили с десен волан. Такъв е случаят и с последната страна, приела лявото движение – тихоокеанската държава Самоа, като това се случва в шест часа сутринта местно време на 7 септември 2009 г.
С наклонен шрифт са отбелязани държавите и териториите, в които в миналото движението се е осъществявало в лявата лента.

## Азия
- Бангладеш
- Бруней
- Бутан
- Източен Тимор
- Индия
- Индонезия
- Макао
- Малайзия
- Малдиви
- Непал
- Пакистан
- Сингапур
- Тайланд
- Хонконг
- Шри Ланка
- Япония[2]
- Афганистан (до 1950-те години)
- Йемен (само в контролираните от Великобритания колония и протекторати; до 1 януари 1977 г.)
- Китай (до 1 януари 1946 г., с изключение на Гуандун, Кунмин и Шанхай; от 13 юли 1946 г. – дясно движение навсякъде)
- Мианмар (до 1970 г.)
- Северна Корея (до края на Втората световна война)
- Филипини (до 10 март 1945 г.)
- Южна Корея (до 1 април 1946 г.)

## Африка
- Ботсвана
- Замбия
- Зимбабве
- Кения
- Лесото
- Мавриций
- Малави
- Мозамбик
- Намибия (от 1915 г.)
- Свазиленд
- Света Елена
- Сейшелски острови
- Танзания
- Уганда
- Южна Африка
- Ангола (до 1928 г.)
- Британска Сомалия (до 1960 г.)
- Британски Камерун (от 1924 до 1961 г.)
- Британско Того и град Ломе (съответно от август 1914 до 4 април 1974 г. и от август 1914 до 1 октомври 1920 г.)[3]
- Гамбия (до 30 септември 1965 г.)
- Гана (до 3 август 1974 г.)[4]
- Гвинея-Бисау (до 31 май 1928 г.)
- Еритрея (до 7 юни 1964 г.)[5]
- Етиопия (до 7 юни 1964 г.)
- Кабо Верде (до 1 юни 1928 г.)
- Нигерия (до 1 април 1972 г.)
- Сиера Леоне (до 28 февруари 1971 г.)
- Судан (до август 1973 г.)

## Европа
- Гърнси[6]
- Джърси[6]
- Ирландия
- Кипър
- Малта
- Обединено кралство (Англия, Северна Ирландия. Уелс, Шотландия)[7]
- Остров Ман
- Австрия (Виена: от 12 юли 1882 г. до 19 септември 1938 г.; Форарлберг: 1910 – 1921 г.; Каринтия: 1910 – 15 юни 1935; Тирол (без Източен Тирол): 1910 – 2 април 1930 г.; Източен Тирол: 1910 – 15 юни 1935; останалата част: 1915 – 1 юли/19 септември 1938 г.)
- Австро-Унгария (до разпадането през 1918 г.)[8]
- Гибралтар (до 16 юни 1929 г.)
- Дания (в Копенхаген до 1758 г., в останалата част до 1793 г.)
- Исландия (до 26 май 1968 г.)
- Испания (до 1 юни 1928 г.)
- Италия (от 1866 до 1910 г. поетапна промяна от ляво към дясно движение в провинциалните райони; до 20 октомври 1924 г. ляво движение в големите градове)[9]
- Люксембург (до 1930-те години)
- Полша (само в областта Галиция до около 1924 г.)[10]
- Португалия (до октомври 1924 г.)
- Унгария (в радиус от 30 км от Будапеща: до 9 ноември 1941 г.; в останалата част: до 6 юли 1941 г.)
- Финландия (до 8 юни 1858 г.)
- Франция (до 1789 г.)[11]
- Чехословакия (до 1 май 1939 г.)[12]
- Швеция (до 3 септември 1967 г.)
- Югославия (част; до 1920-те години)

## Океания
- Австралия
- Кирибати
- Кокосови острови
- Острови Кук
- Науру
- Ниуе
- Нова Зеландия
- Норфолк
- Папуа Нова Гвинея
- Питкерн
- Остров Рождество
- Самоа (от 7 септември 2009 г.)
- Соломонови острови
- Токелау
- Тонга
- Тувалу
- Фиджи

## Северна и Централна Америка
- Американски Вирджински острови[13]
- Ангуила
- Антигуа и Барбуда
- Барбадос
- Бахамски острови
- Британски Вирджински острови
- Доминика
- Гренада
- Кайманови острови
- Монсерат
- Сейнт Винсент и Гренадини
- Сейнт Китс и Невис
- Сейнт Лусия
- Тринидад и Тобаго
- Търкс и Кайкос
- Ямайка
- Канада (Британска Колумбия до 15 юли 1920/1 януари 1922 г.[14]; Ню Брънзуик до 1 декември 1922; Нова Скотия до 1923 г.; Остров Принц Едуард до 1 май 1924 г.; Нюфаундленд и Лабрадор до 2 януари 1947 г.)

## Южна Америка
- Гвиана
- Суринам
- Фолкландски острови[15]
- Аржентина (до 10 юни 1945 г.)
- Панама (до 15 април 1943 г.)
- Парагвай (до 1945 г.)
- Уругвай (до 2 септември 1943 г.)